# Vilko Ukmar

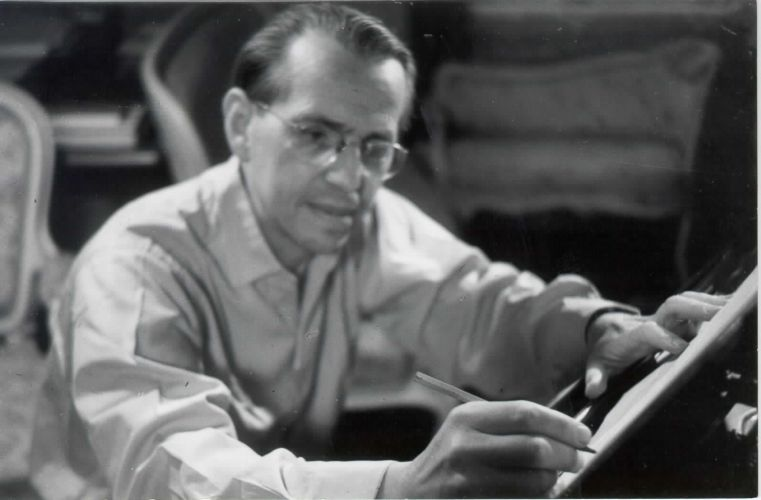
Vilko Ukmar, 1963

Vilko Ukmar (* 10. Februar 1905 in Postojna; † 24. Oktober 1991 in Ljubljana) war ein slowenischer Komponist, Musikwissenschaftler und Hochschullehrer.

## Leben
Nach der Reifeprüfung am Gymnasium von Šentvid nad Ljubljano studierte Vilko Ukmar 1924–1928 Rechtswissenschaft an der Universität Ljubljana und parallel 1924–1930 an der Musikschule der Glasbena matica, dem Konservatorium von Ljubljana, bei Lucijan Marija Škerjanc. Seine Musikstudien setzte er 1931–1932 in Wien am Neuen Wiener Konservatorium bei Ivan Shed Langstroth, an der damaligen Wiener Musikakademie bei Franz Schmidt und privat bei Walter Bricht sowie 1932–1934 an der Zagreber Musikakademie bei Fran Lhotka und Stanislav Stražnicki fort. 1932–1939 war er vor allem als Musikkritiker und publizistisch tätig. Außerdem unterrichtete er 1934–1943 Musikgeschichte am Konservatorium von Ljubljana. 1939–1945 bekleidete er die Funktion des Direktors der Oper Ljubljana. 1947–1951 wirkte er als Lehrer, 1951–1961 als außerordentlicher Professor und 1961–1975 als Professor an der Musikakademie Ljubljana, parallel dazu unterrichtete er 1962–1979 auch an der Universität Ljubljana.
An Preisen und Auszeichnungen, die Vilko Ukmar erhielt, sind ein Prešeren-Preis von 1967 für das Ballett Godec (1963) und der Prešeren-Preis für das Lebenswerk (1985) zu nennen. Er war mit der Schauspielerin Mileva Boltar Ukmar (1906–1971) verheiratet. Beider Sohn ist der Dirigent und Musikwissenschaftler Kristijan Ukmar (* 1939), der u. a. eine Einspielung der 1. Sinfonie seines Vaters vornahm. Vilko Ukmar wurde auf dem Zentralfriedhof Žale in Ljubljana bestattet. 2005 wurde an dem Haus, in dem Ukmar 1937–1991 wohnte, eine Gedenktafel enthüllt.

## Werke (Auswahl)

### Bühne
- Die chinesische Nachtigall. Tanzpantomime (1953)
- Lepa Vida. Ballett nach dem gleichnamigen Stück von Ivan Cankar (1955)[3]
- Godec (Der Fiddler). Tanz-Poem nach dem Gedicht Ženska zvestoba (Weibliche Treue) von France Prešeren (1963)

### Vokalsinfonik
- Integrali. Kantate nach Gedichten von Srečko Kosovel für Tenor, gemischten Chor und Orchester (1972)
- Alarm. Kantate für Bariton, gemischten Chor und Orchester (1977)
- Starka za vasjo (Die alten Frauen aus dem Dorf). Kantate nach Gedichten von Srečko Kosovel für Bariton, Kinderchor und Orchester (1981)

### Orchester
- Slowenische Ouvertüre (1932)
- 1. Sinfonie (auch 1. Sinfonisches Poem) (1957)
- 2. Sinfonie (auch Poem) (1962–1964)
- 3. Sinfonie (1969)
- Transformationen für Harfe, Streicher und Schlagzeug (1973)
- Materi (Der Mutter) (1976)

### Soloinstrument und Orchester
- Concertino für Violine und Streichorchester (1962)
- Konzert für Violoncello und Orchester (1977)
- Konzert für Violine und Orchester (1979)

### Duos und Kammermusik
- 1. Streichquartett (1933)
- 2. Streichquartett (1954)
- Sonate für Violine und Klavier „Imaginacije“ (1957)
- 3. Streichquartett (1959)
- Novelle für Violoncello und Klavier (1960)
- Sonatine für Klaviertrio (1966)
- Canzon da sonar für Violoncello und Klavier (1979)

### Instrument solo
- 1. Sonate für Klavier (1933)
- Expressionen. 13 Stücke für Klavier (1955–1956)
- 2. Sonate für Klavier (1957)
- Memoiren für Harfe (1964)
- Sedem Partenijev (Sieben Parthenia/Parthenii) für Klavier (1965)
- Vier Kärntner Volkslieder für Klavier (1972)
- Praeambulum für Orgel (1972)

### Lied, Chor
- Astralna erotika. 13 Lieder nach Gedichten von Srečko Kosovel, deutsche Fassung von  Stana Vinšek, für Gesang und Klavier (1968)
- Weitere Zyklen für Gesangsstimme und Klavier
- Chorsätze nach Gedichten von Srečko Kosovel, Oton Župančič, France Bevk u. a.
- Volksliedbearbeitungen

## Diskographie (Auswahl)
- 2 Stücke aus Expressionen – Aleksandra Pavlovič (Klavier) – RTV SLO Klasika 112577 (CD 2011)
- Integrali – Mitja Gregorač (Tenor), Kammerchor und Sinfonieorchester des Slowenischen Rundfunks, Dirigent: Marko Munih – RTV SLO Klasika 112478 (CD 2012)[4]
- 1. Sinfonie, 2. Sinfonie,  3. Sinfonie – Sinfonieorchester des Slowenischen Rundfunks, Dirigent: Kristijan Ukmar; Slowenische Philharmonie, Dirigent: Anton Kolar – Slowenischer Komponistenverband Ed. DSS 2018117 (CD 2022)[5]
- 4 Kärntner Volkslieder – Igor Dekleva (Klavier) – Slowenischer Komponistenverband Ed. DSS 2023139 (CD 2024)[6]